# Плек Пібунсонграм
Луанг Плек Пібунсонграм (тай. แปลก พิบูลสงคราม [plɛ̀ːk pʰí.būːn.sǒŋ.kʰrāːm], місцево відомий як Маршал П. (тай. จอมพล ป.;[tɕɔ̄ːm.pʰōn.pɔ̄ː]), і тодішньо відомий як Phibun (Pibul) на Заході; 14 липня 1897, Нонтхабурі — 11 червня 1964, Токіо) — військовий та політичний діяч, прем'єр-міністр Таїланду (1938—1944 та 1948—1957), фельдмаршал.

## Життєпис
Плек Кхіттасанга (справжнє ім'я Пібунсонграма) народився у провінції Нонтхабурі, що неподалік Бангкоку, 14 липня 1897. Навчався у Військовій академії Бангкоку. Закінчивши навчання, у віці 19 років отримав звання молодшого лейтенанта, після чого служив у 8-му армійському окрузі (провінція Пітсанулок). Далі він продовжив навчання в академії Генерального штабу, також навчався в академії Генерального штабу у Франції.
24 червня 1932 приєднався до Народного Комітету та взяв на себе велику військову відповідальність, в цьому ж році брав участь у створенні Народної партії, яка вчинила державний переворот 24 червня, результатом його було прийняття конституції 27 червня 1932 та перехід від абсолютної до конституційної монархії. У 1933 набув більшої популярності, придушивши заколот принца Боворадета. У 1934 отримав звання полковника та був призначений на посаду Головнокомандувача армії Таїланду.
16 грудня 1938 у парламенті був одноголосно обраний прем'єр-міністром Таїланду. На цій посаді він отримав звання генерала, 28 липня 1941 — фельдмаршала. 8 грудня 1941 уклав двосторонню військово-економічну угоду з Японією, дозволивши японським військам перетнути тайський кордон. Після цієї події по закінченні Другої світової війни фельдмаршал Пібунсонграм брав участь у створенні партії «Тамматипат» («Право у силі»), що спиралася на військово-бюрократичні кола. 1 березня 1948 повернувся на посаду прем'єр-міністра, на якій пробув 8 термінів, коли головнокомандувач армії Таїланду, фельдмаршал Саріт Джанараята відсторонив його від обов'язків.
Після цього Пібунсонграм проживав на території Камбоджі, США та Індії, потім перебрався до Японії, де й помер від серцевого нападу 11 червня 1964.

## Прем'єр-міністр

### 1938—1944
Фельдмаршал Пібунсонграм активно підтримував націоналістичні настрої у своїй країні та велику увагу приділяв національній безпеці, що випливає з таких його рішень, як зміна назви держави Сіам на «Таїланд» та висування претензій стосовно приєднання французької частини Індокитаю до Таїланду. Окрім цього Пібунсонграм ліквідував застарілі тайські звичаї та заснував спеціалізовані навчальні заклади — Університет Махідола, Університет Касецарту та Університет Сільпакому.
Очоливши уряд у грудні 1938, Пібунсонграм розпочав нову еру в історії Таїланду. Перші п'ять років прем'єрства Пібунсонграма характеризувалися швидкою модернізацією та поширенням тайського націоналізму, який фельдмаршал називав «розбудовою нації». Він намагався стимулювати серед тайців гордість за свою державу, її військову потужність та свого лідера. Підтримка громадськості мала сприяти збільшенню числа політичних арештів — зокрема принца Рангсіта, одного з небагатьох нащадків династії Чулалонгкорн що вижили та улюбленого дядька короля Ананди Махідола — та продовження номінального правління королівської родини. Увечері 23 липня 1939, після перейменування держави Сіам у Таїланд, прем'єр разом з дружиною організував широке застілля у власній резиденції, куди була запрошена уся еліта Бангкоку. Наступного ранку на вулицях Бангкоку відбувся парад армійських частин та моряків військово-морського флоту. Головною подією дня було урочисте заснування прем'єр-міністром Монументу Демократії. Пібунсонграм також оголосив про заплановане введення урядом «державного зібрання» (тай. Ratthaniyom) — доктрини, яку можна описати як «вираження патріотичної громадської думки», розпочавши таким чином створення нового, цивілізованого Таїланду.
1939 року уряд Плека Пібунсонграма створив лотерейні бюро, щоб організовувати регулярні щомісячні лотереї, які внесли розмаїття у частково дозволені азартні ігри в Таїланді.
8 вересня 1940 життя тайців було реорганізоване — кожен їх день був поділений на три частини: проміжок з 6 до 8 години відводився для сну, світловий день — для праці, залишок часу — для власних потреб. Згідно з новим розпорядком дня тайці не могли їсти більш ніж 4 рази на день, а жування горіхів бетелю було заборонене (через це зуби ставали чорними). Губернаторам провінцій було доручено знищити усі дерева бетелю.
У жовтні 1940 було проголошено Акт розвитку національної культури, згідно з яким тайці мали дотримуватися традицій національної культури, а також «схвалювати та поширювати національний прогрес». У 1940-41 була розпочата кампанія, направлена на примусове включення капелюхів до гардеробу тайців. Крім цього Пібунсонграм був зацікавлений у збільшенні природного приросту населення. Людей заохочували до створення родин, а усіх дітей, народжених 1 січня 1943, зараховували до «Найкращих дітей Азії», що давало їм право отримувати безкоштовну освіту. Чоловікам було поручено цілувати своїх дружин, коли вони (чоловіки) йдуть на роботу або повертаються додому. У 1942 День народження прем'єр-міністра Пібунсонграма було оголошено вихідним днем.
Тайський мілітаризм за часів Пібунсонграма набирав обертів разом з націоналістичними настроями. Однак мрії про створення «Великого Сіаму» швидко розвіялися внаслідок погіршення воєнної ситуації, спричиненого укладенням тайсько-японського альянсу: з технічного союзника Японії Таїланд поступово перетворювався на окуповану країну. Це призвело до наростання антияпонського визвольного руху. У 1944, коли поразка Японії стала неминучою, режим Пібунсонграма впав.

### 1948—1957
Цивільні уряди, що прийшли до влади після закінчення Другої світової війни, швидко були дискредитовані внаслідок підозрілої смерті короля Ананди Махідола у 1946. У 1947 армія Таїланду захопила владу, і 1 березня 1948 Пібунсонграм знову очолив уряд країни. В цей же час він сконцентрував свої зусилля на стримуванні процесу поширення комунізму в Таїланді. Він також погіршив економічне становище китайських емігрантів, що проживали в Таїланді, з метою обмежити можливості членів Комуністичної партії Китаю (КПК). Окрім цього Пібунсонграм підтримував британсько-малайські кампанії проти комуністичних партизанів, що діяли в районі тайсько-малайського кордону. Під час війни у Кореї підтримував дії США, відправивши до району бойових дій експедиційні сили кількістю 4 тис. бійців.
1954 приєднався до країн Заходу під час Холодної війни, допомагаючи їм сформувати Організацію договору країн Південно-Східної Азії (СЕАТО), штаб-квартира якої була розміщена у Бангкоку. Після нетривалого експерименту з демократією у 1956-57, коли політичні партії були дозволені, а свобода слова підтримувалася, Пібунсонграм був відсторонений від влади колегами по уряду, які втомилися від корупції та неефективності його уряду. Після цього колишній прем'єр емігрував до Японії, де прожив усе своє подальше життя.